# 诺伊恩基兴 (前波美拉尼亚-吕根县)
诺伊恩基兴（德語：Neuenkirchen）是德国梅克伦堡-前波美拉尼亚州的市镇，隶属于前波美拉尼亚-吕根县，总面积为22.93平方千米，截至2020年总人口为278人。